# 솔로몬 제도 주재 외국공관 목록

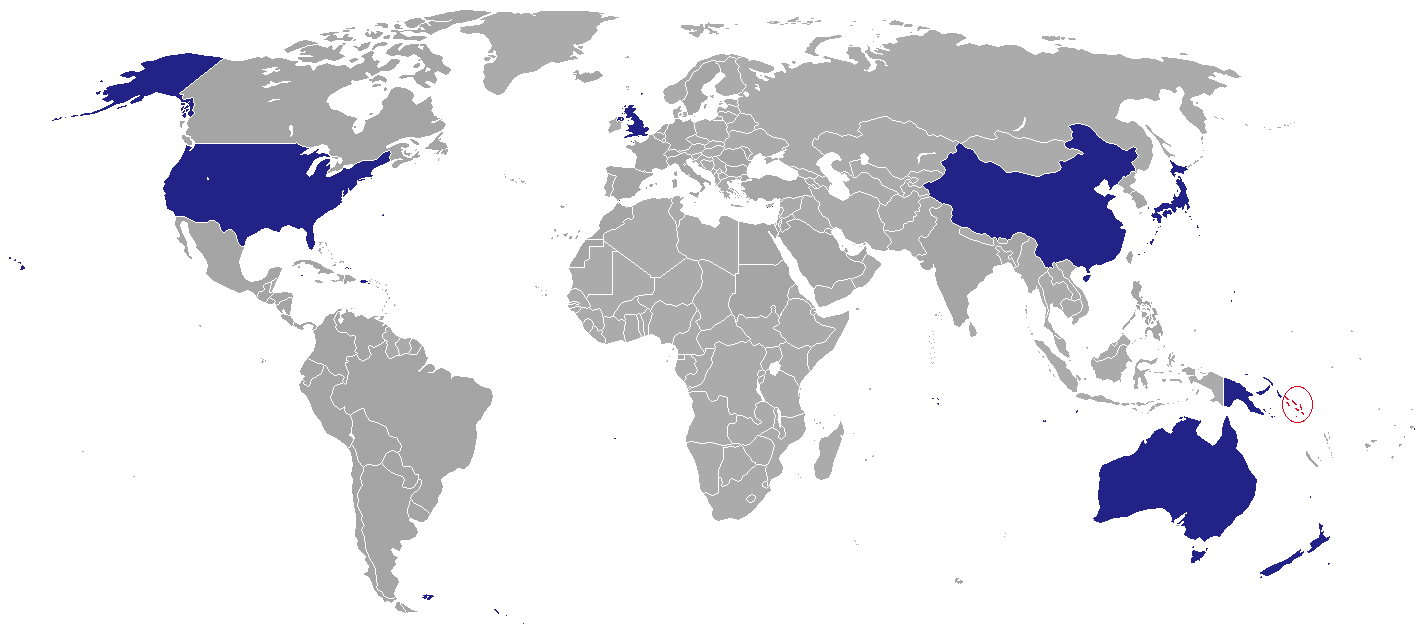
솔로몬 제도에 설치된 외국공관들. 주로 설치된 곳은 영국, 일본, 중국, 오스트레일리아, 뉴질랜드, 파푸아뉴기니 등이 이에 해당된다.

솔로몬 제도 주재 외국공관 목록은 솔로몬 제도에 상주하고 있는 외국 공관을 나열하는 목록이다. 솔로몬 제도에 상주하고 있는 대사관 및 고등판무관의 수는 6개이며 주로 영국, 일본, 중국, 오스트레일리아, 뉴질랜드, 파푸아뉴기니 뿐이다. 나머지 비상주 공관은 캔버라, 포트모르즈비 등 다른 곳에서 겸임하고 있다.

## 대사관/고등판무관 사무소/일반 대표부
다음과 같은 구별 중에서 #은 고등판무관 사무소, @는 대사관이다.
호니아라
- 오스트레일리아 #
- 중국 @
- 일본 @
- 뉴질랜드 #
- 파푸아뉴기니 #
- 영국 #

## 명예 영사관
- 프랑스
- 독일
- 대한민국
- 말레이시아
- 이스라엘
- 스웨덴
- 튀르키예

## 호니아라에 설치된 기타 외교 시설
- 미국 (영사 사무소)
- 유럽 연합 (대표부)

## 비상주공관
- 과테말라 (뉴욕)
- 레소토 (도쿄도)
- 몰타 (발레타)
- 대한민국 (포트모르즈비)
- 미국 (포트모르즈비)
- 잠비아 (도쿄도)

## 같이 보기
- 솔로몬 제도의 재외공관 목록
- 솔로몬 제도의 대외 관계